# Râul Jihlava
Jihlava este un râu în Cehia. Traversează localitățile Jihlava și Třebíč. Se varsă în Svratka în dreptul localității Ivaň. Are o lungime de 183 km.